# Vympel R-33
Vympel R-33 (tiếng Nga: Вымпел Р-33, là một loại tên lửa không đối không tầm xa được Liên Xô chế tạo. Nó được trang bị cho MiG-31 đầu tiên, nó được dùng để tấn công các mục tiêu tốc độ cao như SR-71 Blackbird, B-1 Lancer và B-52 Stratofortress.
Nói chung là nó tương đương như tên lửa AIM-54 Phoenix của Hải quân Hoa Kỳ, nó sử dụng một sự kết hợp giữa radar bán chủ động cho việc thu nhận thông tin và cập nhật thông tin khi bay, và sự điều hướng quán tính để đến được mục tiêu. Radar mạng pha "Zaslon" (Заслон) của MiG-31 cho phép 4 tên lửa được dẫn đường đồng thời tấn công những mục tiêu riêng biệt.
R-33 là tên lửa chủ lực phục vụ trong Сộng đồng các quốc gia độc lập và Không quân Nga. Nó chưa bao giờ được tham chiến giống như MiG-31 chưa bao giờ được triển khai trong chiến tranh.

## Phát triển
Lịch sử của tên lửa R-33 gắn chặt với câu chuyện của MiG-31. Công việc phát triển một phiên bản hiện đại hóa của MiG-25 là E-155MP, được cho phép bởi chính phủ vào 24 tháng 8 năm 1968. Có một cạnh tranh để lựa chọn loại tên lửa cho E-155MP. Sân phẩm 410 được đưa ra bởi "Vympel" của A. L. Lyapin đã chiến thắng, trong khi K-50 từ PKPK của M. R. Bisnovat bị xử thua. Tên lửa được gọi tên trong quá trình phát triển là K-33, tiếp tục sau những loại tên lửa K-13 và K-23. Việc phát triển được phó phòng thiết kế là V. V. Zhuravlyov và lãnh đạo Y. K. Zakharov trực tiếp giám sát thiết kế.
Sự kết hợp R-33/MiG-31 tương tự như R-40/MiG-25 trước đó, mặc dù nó nhiều chức năng và hiện đại hơn nhiều so với R-40/MiG-25, lúc đó MiG-25 có một nhiệm vụ rất nặng nề đó là đánh chặn mục tiêu siêu âm giống như máy bay ném bom North American Aviation XB-70 Valkyrie, MiG-25 thiếu nhiều chức năng và nó không phù hợp với khả năng không chiến. MiG-31 là một loại máy bay đa chức năng và nó có thể sử dụng cả loại tên lửa R-40 đã cũ.
Hai mẫu được chế tạo vào năm 1968, dự án phác thảo được hoàn thành vào năm 1970, và các mẫu thí nghiệm bay được sử dụng, chúng được dùng như một phòng thí nghiệm di động trên không. Một trong những mẫu thí nghiệm này được chuyển đổi cải tạo từ một chiếc MiG-25 (máy bay P-10) và được sử dụng vào năm 1972 cho những cuộc thử nghiệm đầu tiên của K-33 từ APU-40 nâng cấp. Một chiếc MiG-21 (№76211524) được cải tạo thành LL-21 để thử nghiệm hệ thống dẫn đường, và Tupolev Tu-104 №42324 được cải tạo thành LL-104-518 (còn được biết đến như LL-2) NTK "Vzlet" dùng để thử nghiệm ra-đa "Zaslon", trước khi được lắp đặt trên thiết bị, nó được lắp trên mô hình tên lửa GVM-410.
K-33 được gắn hệ thống dẫn đường ra-đa bán chủ động RGS-33 và bằng tia hồng ngoại TGS-33. Những ứng cử viên khác bao gồm một hệ thống ra-đa chủ động, dùng cả tia hồng ngoại và ra-đa dò chủ động. Cuối cùng là lựa chọn hệ thống ra-đa bán chủ động. Thiết bị điều khiển tên lửa, có tên gọi MFBU-410 được thiết kế bởi B. I. Ermakov dưới sự giám sát của Akopyan.
Thiết kế tên lửa được thay đổi để cho phép sử dụng thiết bị tìm kiếm lớn hơn và phù hợp với các giá treo vũ khí mới. Thiết kế mới được bắt đầu trong dự án phác thảo mới của năm 1972 (giảm sải cánh từ 1.100 mm xuống 900 mm, có thể sử dụng trên máy phóng, tăng lượng đầu nổ). Một hình nộm, 5 chương trình, và 8 tên lửa thử nghiệm được chế tạo vào năm 1972, cho thiết kế mới.
Trong số 14 tên lửa, 3 được phóng đi từ MiG-25P-10 vào năm 1973. Nhiều loại đầu nổ đã được thử nghiệm (nổ mảnh và tiếp xúc), và thử nghiệm ra-đa và hệ thống dẫn đường được thực hiện trên LL-2.
Năm 1974, 11 quả tên lửa đã được phóng đi từ MiG-25P-10, trong số 40 quả thử nghiệm. Hệ thống phóng AKU-33 và đầu nổ B-410 được chế tạo. MFBU-410/"Zaslon" được tiếp tục thử nghiệm tại Akhtubinsk trên LL-2.
Chuyến bay đầu tiên của MiG-31 (máy bay №831) diễn ra vào 16 tháng 9 năm 1975 (khoảng 12 chuyến bay đã diễn ra đến cuối năm). 20 quả tên lửa đã được phóng từ MiG-25-P-10 trước khi máy bay được đưa đến nhà máy để nâng cấp hệ thống phóng.
Tên lửa trắc viễn đầu tiên được bắn ra từ LL-2 (Tu-104, còn được biết đến với biệt danh "Tu-104 người mang tên lửa" và "máy bay vũ trang dân sự Liên Xô") được thực hiện trong năm 1975.
Sự phát triển được tiếp tục vào năm 1976. Những thử nghiệm tại nhà máy được hoàn tất vào năm 1977 với 32 lần phóng từ máy bay №832, với lần phóng đầu tiên tấn công một chiếc MiG-17 vào ngày 26 tháng 3 năm 1977. Hệ thống dẫn đường được cải thiện trong suốt năm 1978, và sự kết hợp giữa radar dẫn đường cho 4 tên lửa tấn công 4 mục tiêu được thực hiện vào tháng 8 năm đó.
Những cuộc thử nghiệm vào tháng 3 năm 1979 trên MiG-31 №83210. Tất cả được hoàn thành thành công vào năm 1980. Một quyết định của chính phủ trong ngày 6 tháng 5 năm 1981 cho phép R-33 được trang bị cho quân đội.

## R-37
Một quyết định của chính phủ ngày 8 tháng 4-1983 cho phép phát triển K-37 (izdeliye 610, phiên bản nâng cấp của R-33) cho MiG-31M. Chuyến bay đầu tiên của MiG-31M №0151 diễn ra vào 21 tháng 12 năm 1985. Quả tên lửa K-37 đầu tiên được phóng ra trên MiG-31M vào năm 1988. Việc thử nghiệm còn tiếp tục đến năm 1997. Công việc hiện vẫn hoãn do không tìm thấy đối tác thay thế cho Ukraina.

## Thông số kỹ thuật

### Vympel R-33
- Chiều dài: 4.15 m (13 ft 7 in).
- Sải cánh: 1.16 m (3 ft 8 in).
- Đường kính: 380 mm (16 in).
- Khối lượng: 490 kg (1.080 lb).
- Đầu nổ: 47.5 kg (104 lb).
- Hệ thống dẫn đường: hồng ngoại và radar bán chủ động.
- Vận tốc: Mach 3.5.
- Tầm bay: 120 (1981)[1], ->160 (?)[2], 304 (2012)[3].